# Xysmalobium membraniferum
Xysmalobium membraniferum är en oleanderväxtart som beskrevs av Nicholas Edward Brown. Xysmalobium membraniferum ingår i släktet Xysmalobium och familjen oleanderväxter. Inga underarter finns listade i Catalogue of Life.